# Courtomer (Seine-et-Marne)
Courtomer ist eine französische Gemeinde mit 568 Einwohnern (Stand 1. Januar 2022) im Département Seine-et-Marne in der Region Île-de-France. Der Ort in der Brie ist über die Landstraße D32E4 zu erreichen.

## Sehenswürdigkeiten
- Kirche Assomption de la Vierge (Mariä Himmelfahrt), erbaut im 13. Jahrhundert (Monument historique)

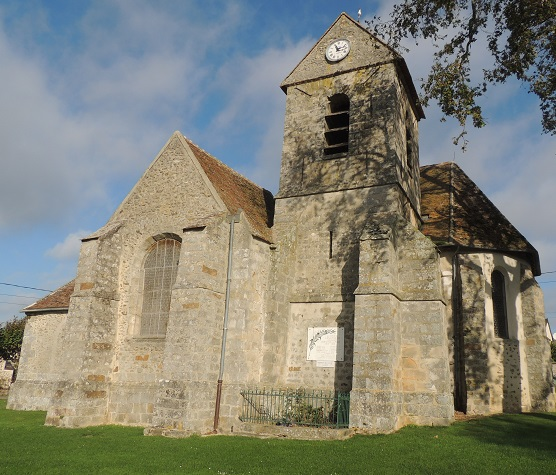
Kirche in Courtomer